# Casinaria varuni
Casinaria varuni är en stekelart som beskrevs av Maheshwary och Gupta 1977. Casinaria varuni ingår i släktet Casinaria och familjen brokparasitsteklar. Inga underarter finns listade.